# سانتا کروز د مودلا
سانتا کروز د مودلا، (به انگلیسی: Santa Cruz de Mudela) شهری در استان سیوداد رئال اسپانیا می باشد. این شهر در جنوب شرق منطقه خودگردان کاستیا-لامانچا قرار گرفته است.
این شهر در ناحیه اقلیمی قاره ای مدیترانه قرا داشته که با زمستان های سرد و تابستان های گرم و مقدار کم نم نسبی مشخص می شود. مدرکی که بر جا مانده به تاریخ نیمه دوم هزاره دوم پیش از میلاد اشاره دارد.